# کرلی کول
کرلی کول (انگلیسی: Carly Cole؛ زاده ۱۱ مهٔ ۱۹۸۴) یک بازیگر، مانکن و همسر جو کول بازیکن فوتبال است.